# Theodor von Schön

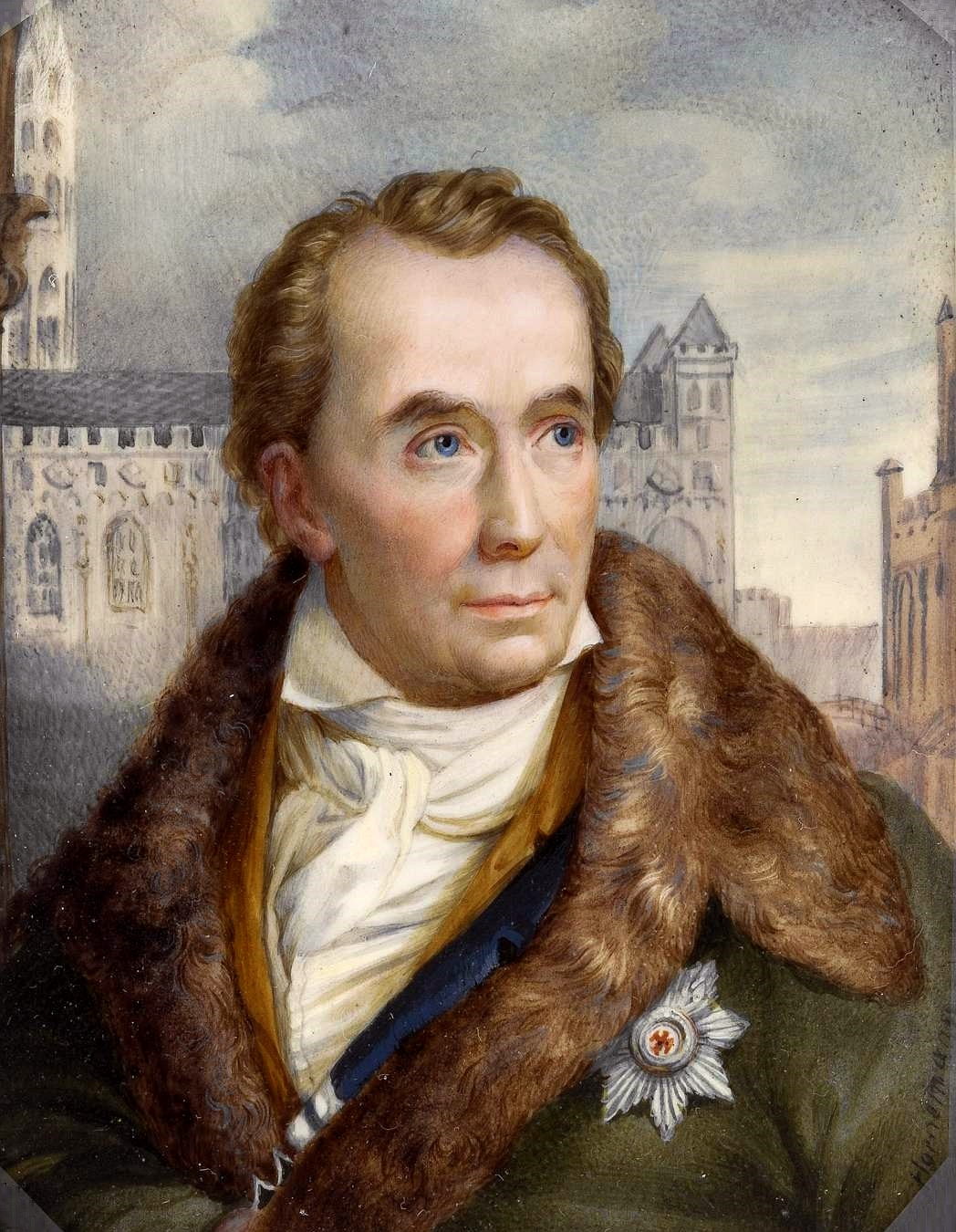
H. Theodor v. Schön, Porträt von Christian Horneman

Heinrich Theodor Schön seit 1840 von Schön (* 20. Januar 1773 in Schreitlaugken, Kreis Tilsit; † 23. Juli 1856 auf Gut Arnau bei Königsberg i. Pr.) war ein preußischer Staatsmann.

## Leben
Theodor (von) Schön wurde als drittes überlebendes von zwölf Geschwistern einer alten Domänenpächterfamilie geboren. Seine Mutter war Johanna Dorothea geb. Dallmer aus Plicken in der Nähe von Memel (* 22. September 1746; † 22. Oktober 1815 in Obstainen) und sein Vater Johann Theodor Schön (* 26. April 1744; † 5. Juni 1796), kgl. preuß. Amtsrat in Schreitlaucken und Gutsherr in Blockinnen. Sein Großvater Gottfried Theodor Schön (* 4. November 1704; † 3. Dezember 1770) war bereits Kriegsrat und Domänenpächter des Guts Schreitlaucken in der Nähe von Heydekrug und mit der adeligen Barbara Dorothea von Deutsch (* 4. Dezember 1723; † 18. Januar 1747) verheiratet. Zu seinen Vorfahren väterlicherseits gehören auch Johannes Schön, der bei der Belagerung von Kaunas durch den Deutschen Orden 1362 fiel, und Hans Schön, der in der Schlacht bei Tannenberg (1410) fiel.

### Jugend und Ausbildung
Die ersten 16 Lebensjahre verbrachte Schön in Schreitlaucken. Er wurde von Hauslehrern ausgebildet. Ab 1788 besuchte er die juristische Fakultät in Königsberg und widmete sich daneben bei dem mit seinem Vater befreundeten Immanuel Kant eingehenden philosophischen Studien. Nach dem Ende des Kurses wechselte er zu den Staatswissenschaften über, weil er merkte, dass ihm die Rechtswissenschaft nicht lag. Von 1792 bis 1793 absolvierte er ein praktisches Jahr im Domänenamt Tapiau. Er trat 1793 als Referendar an der Königsberger Kriegs- und Domänenkammer in den preußischen Staatsdienst. In Königsberg wurde er als Freimaurer aufgenommen. 1795 wurde er Kammerassessor am Hof in Berlin. 1796 legte er dort das Große Staatsexamen ab.

### Politischer Werdegang

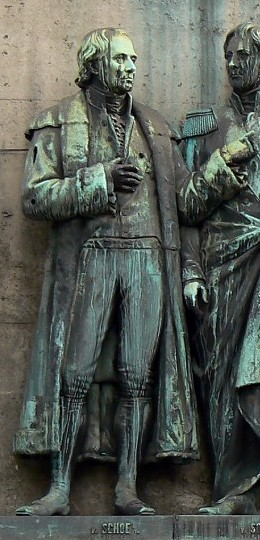
Heinrich Theodor von Schön in Köln

### Bis 1835
1796 unternahm Heinrich Theodor Schön eine Bildungsreise durch Deutschland sowie 1798 nach England und Schottland. Diese Reise hinterließ ihm einen bleibenden Eindruck: „Durch England wurd ich erst ein Staatsmann“. Nach seiner Rückkehr 1799 nahm er seine Arbeit an der Kriegs- und Domänenkammer in Białystok auf. Diese Stadt hatte jahrhundertelang zum Großfürstentum Litauen gehört und war bei der letzten polnischen Teilung an Preußen gefallen. 1802 wurde Schön Geh. Finanzrat im General-Ober-Finanz-Kriegs- und Domainen-Direktorium zu Berlin. 1806 folgte er dem königlichen Hof nach Königsberg. In der Kombinierten Immediatkommission verfasste ein Gutachten über die Erbuntertänigkeit, dessen Inhalt in das von Heinrich Friedrich Karl vom und zum Stein erlassene Gesetz zur Abschaffung der Leibeigenschaft, dem so genannten Oktoberedikt von 1807, einging. Auch Steins „Politisches Testament“ gehört dem Entwurf nach Schön an. Nach Steins Rücktritt trat Schön in die neu gebildete Regierung als Leiter des staatswirtschaftlichen Departements ein, legte jedoch seine Stelle nach der Niederlage Preußens gegen Napoleon bald nieder und schloss sich den Reformern an, deren Ziel es war, den Staat über soziale und Verwaltungsreformen zu stärken und vor dem Untergang zu bewahren.
Schön kehrte nach Königsberg zurück und übernahm 1809 das Regierungspräsidium Litthauen zu Gumbinnen, das er bis mit zwei kurzen Unterbrechungen bis 1816 führte, und widmete sich trotz der schwierigen Kriegszeiten mit Erfolg der Verwaltung seines Bezirks. Als 1813 bald nach dem Abschluss des Yorckschen Waffenstillstandes russische Truppen in die Provinz Preußen einrückten und drohten, die östlichen Teile zu besetzen, trat Schön dem entgegen und veranlasste Stein, die Zurückberufung des Generals Filippo Paulucci zu bewirken. Am 15. Mai 1813 wurde Schön Generalgouverneur des Landes zwischen der Weichsel und der russischen Grenze, dann Mitglied des Verwaltungsrates der von den Alliierten besetzten deutschen Provinzen, kehrte aber im Mai wieder in seine vorige Stellung nach Gumbinnen zurück.
1816 wurde Theodor von Schön von König Friedrich Wilhelm III. zum Oberpräsidenten von Westpreußen ernannt und 1824, nach der Zusammenlegung dieser Provinz mit Ostpreußen, zum Oberpräsidenten der ganzen Provinz Preußen mit Sitz in Königsberg. Seit seinen Danziger Jahren war Theodor von Schön mit Eichendorff befreundet, der dem evangelischen Oberpräsidenten als „katholischer Rat“ zugeteilt wurde. Als Schön nach Königsberg wechselte, folgte Eichendorff Schön und leitete das katholische Schul- und Kirchenreferat im preußischen Oberpräsidium. Zu Schöns Freundeskreis, der in seinem Haus einander vorlas und miteinander debattierte, gehörte auch der Philosoph Karl Rosenkranz. Schön förderte die Erforschung der Volkskunde in Westpreußen und besonders in Ostpreußen sowie der Geschichte Ostpreußens und seiner „Altertümer“ (der materiellen Zeugen der Vergangenheit). So veranlasste er unter anderem – zusammen mit dem Historiker und Archivar Johannes Voigt – die sorgfältige, europaweit methodisch bahnbrechende Bestandsaufnahme der Wehranlagen der Prußen durch Leutnant Johann Michael Guise (1798–1861) in den Jahren von 1826 bis 1828.
Oberpräsident Theodor von Schön beförderte und verteidigte die Schulgründung in seinem Einflussbereich, denn im Jahr 1819 gründet der jüdische Regierungsbauinspektor Salomo Sachs eine Baugewerkschule in Marienwerder. Die Regierung in Berlin forderte daraufhin Theodor von Schön auf einen Bericht abzugeben und dieser schilderte dem Kulturminister Karl vom Stein zum Altenstein die Situation so, die Einrichtung sei allein der Initiative der Regierung zu Marienwerder zu verdanken, um „dem lebhaften und allgemein gefühlten Mangel an tüchtigen, kunstgerecht durchgebildeten Baugerksleuten im dortigen Departement so viel wie möglich abzuhelfen.“
Um 1835 war von Schön in den Prozess um den als „Muckerbewegung“ verleumdeten pietistischen Kreis um die Königsberger Pfarrer Johann Wilhelm Ebel und Georg Heinrich Diestel verwickelt.

### Nobilitierung 1840
Am 10. September 1840 erfolgte durch die Verleihung des Schwarzen Adlerordens bei der Huldigung zu Königsberg seine erbliche Nobilitierung in den preußischen Adelsstand. Ein Diplom wurde damals nicht ausgefertigt.

### Bis zum Lebensende
Beim Thronwechsel 1840 war die Provinz Preußen die erste, die die preußische Verfassungsfrage erneut anstieß. Schön unterstützte dies durch seine zunächst nur privat zirkulierende, kritisch-liberale Denkschrift Woher und wohin?, die der Vormärzpolitiker Georg Fein zusammen mit einem eigenen Nachwort veröffentlichte; die Denkschrift erregte großes Aufsehen. Schön wurde unter Beibehaltung seines Postens als Oberpräsident zum Staatsminister ernannt und wiederholt nach Berlin berufen. Doch stimmten seine freisinnigen, streng philosophischen Ansichten so wenig mit denen von Friedrich Wilhelm IV. überein, dass er 1842 aus dem Staatsdienst ausschied. „Wenn es eine Persönlichkeit gibt, die die Königsberger Aufklärung in ihrer Absicht, praktische Philosophie zu sein, verkörpert und damit dem Berliner Neuabsolutismus entgegengewirkt hat, dann ist es dieser »poetische Staatsmann« (Rosenkranz), dieser »radikale Kantianer« (Rothfels), dieser »Pater Borussiae« (Gause).“ Eichendorff schrieb unter dem Eindruck der Entlassung das Gedicht Der brave Schiffer (Als Heinrich Theodor von Schön aus dem Staatsdienst schied), das auch in die Festschrift zu Theodor von Schöns 50. Dienstjubiläum 1843 aufgenommen wurde.
1848 amtierte Schön als Symbolfigur der Reformzeit als Alterspräsident bei der ersten Sitzung der Preußischen Nationalversammlung.
Noch im Jahr der Verabschiedung Theodor von Schöns in den Ruhestand organisierten sich seine Anhänger und suchten nach Wegen, seine Verdienste in Preußen zu würdigen. Die Liste umfasste mehr als tausend Namen. Zu seinem 70. Geburtstag errichtete der Kreis seiner Verehrer in Königsberg einen Obelisken neben der Kunstakademie.
Der König ernannte Theodor von Schön zum Burggrafen von Marienburg, dessen Schloss er zu restaurieren begonnen hatte. Schön lebte seitdem auf seinem 1827 erworbenen Gut Preußisch-Arnau bei Königsberg, wo er am 23. Juli 1856 starb.

### Kontakt mit Napoleon
In der Autobiographie von Theodor von Schön ist ein Gespräch mit Napoleon erwähnt, das während dessen Aufenthaltes in Gumbinnen, vor dem Angriff auf Russland, geführt wurde. Napoleon interessierte sich für die Verwaltung und Geschichte des Landes: „Darauf ging er in die Geschichte von Preußen über, fragte nach mehreren Umständen über die Eroberung des Landes von Seiten des deutschen Ordens und behauptete, daß die alten Preußen Slawen gewesen sein müßten. Dem erlaubte ich mir nun gänzlich zu widersprechen. Der Kaiser wollte seine Meinung nicht fallen lassen, und verwies mich am Ende auf die Landkarte, wo die Lage des Landes den Beweis für seine Meinung gebe. Ich wiederholte, daß unsere Nachrichten das Gegenteil ergeben, und daß die alten Preußen ein von den Slawen ganz verschiedener Urstamm gewesen wären“. Nach diesem Gespräch sei ein Kammerherr Napoleons auf Theodor von Schön zugegangen und hätte ihn gebeten, das Datum zu nennen, wann der Orden das Land erobert habe. Napoleon wollte das für seinen Russlandfeldzug magazinierte Getreide von Białystok nach Kaunas transportieren und dort mahlen lassen, in der Annahme, dass es dort Mühlen gebe. Von Schön ließ ihn wissen, dass dort nicht ausreichend Mühlen vorhanden seien. Insgesamt stand er Frankreich eher kritisch gegenüber. Er äußerte in einem Brief 1812: „Wir hassten die asiatische Apathie nicht weniger, als die französische Despotie.“

### Von Schön und sein „geliebtes Litthauen“
Theodor von Schön richtete die erste öffentliche Bibliothek der Region in Gumbinnen ein und regte die Herausgabe der ersten regionalen Zeitung „Intelligenzblatt für Litthauen“ an. Das „Wörterbuch der Littauischen Sprache“, von Georg Heinrich Ferdinand Nesselmann 1851 veröffentlicht, war ihm gewidmet.
1811 wurde das Lehrerseminar in Karalene bei Insterburg während seiner Regierungszeit gegründet. Dort wurden auch Lehrer für die litauischen Volksschulen ausgebildet und bis 1882 Kurse für die litauische Sprache angeboten. Die Pflege der litauischen Sprache in Schulen und Ämtern während der Regierungszeit Schöns wurde in der Öffentlichkeit kontrovers diskutiert. Ähnliches galt für die Erhaltung des litauischen und polnischen Seminars an der Universität Königsberg im Rahmen der Bildungsreform 1809.
Nach Absetzung von Schöns gab es sofort Versuche, die litauische Sprache aus den Schulen zu entfernen. Von Schön setzte trotz Meinungsverschiedenheiten mit dem amtierenden Schulrat Gustav Friedrich Dinter den Lehrer Eduard Gisevius als Lehrer an der Königlichen Litthauischen Provinzialschule ein, der am 1. April 1825 seine Tätigkeit aufnahm. Bald durfte er auch im Gymnasium Litauisch unterrichten. In der Folge engagierte sich Gisevius für die Erhaltung der litauischen Sprache in den Schulen. Gisevius klagte beim König über die Absetzung der litauischen Sprache als Unterrichtsfach in den Schulen und erwirkte die Rücknahme dieser Verordnung. Erst 1873 wurde die litauische Sprache als Unterrichtsfach endgültig aus den Schulen verbannt.

## Familie

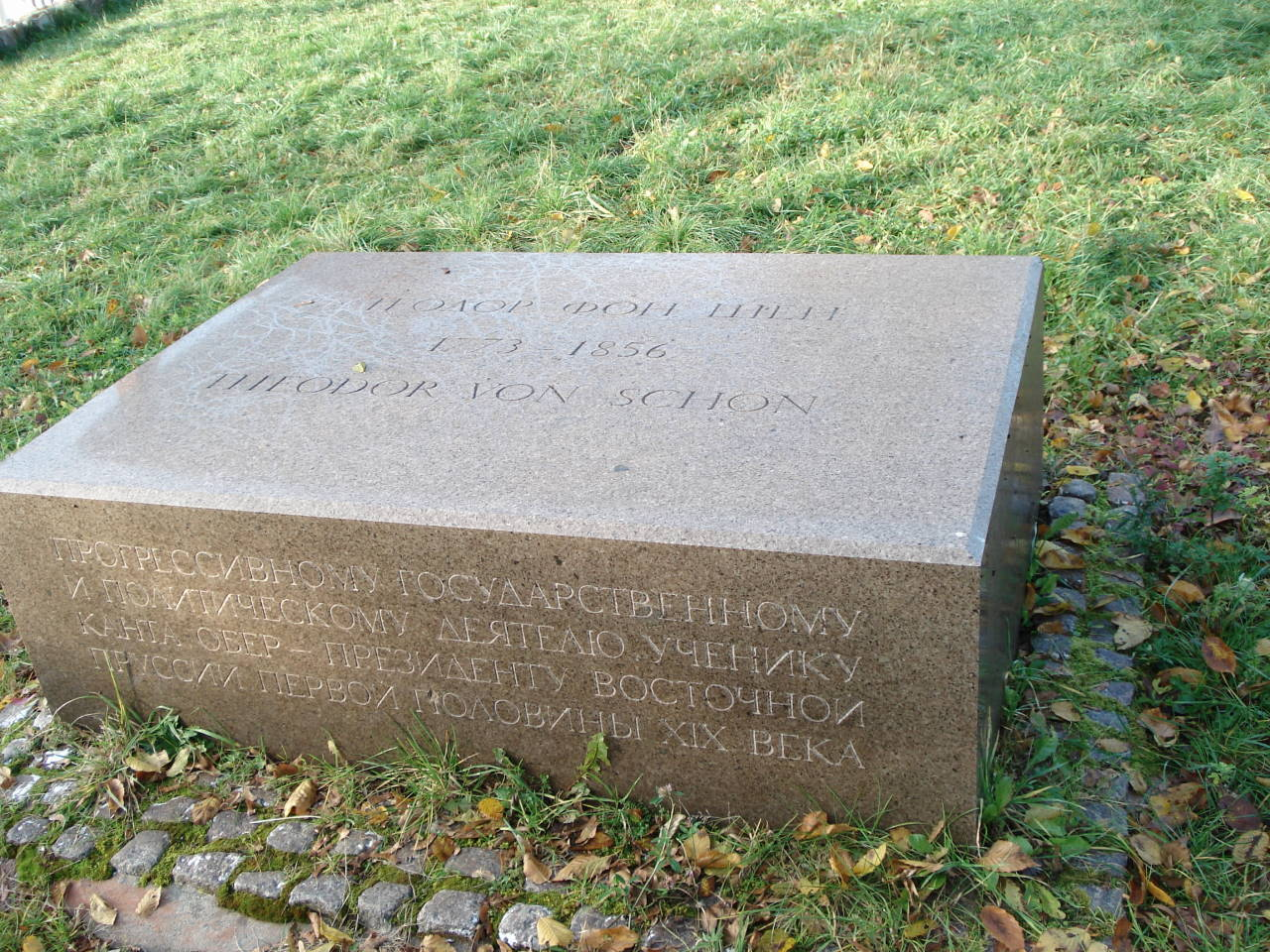
Grab von Theodor von Schön

1802 heiratete er Lydia von Auerswald (1785–1807), die Tochter des Kammerpräsidenten Hans Jakob von Auerswald aus Marienwerder (Westpreußen). Nach ihrem Tod (1807 an Typhus) heiratete er 1808 Auguste Amalie von Langenau (1785–1851), eine Tochter des kursächsischen Generalleutnants Bernhard von Langenau (1737–1794) und Stieftochter des preußischen Generalfeldmarschalls Wilhelm Magnus von Brünneck (1727–1817). Aus erster Ehe stammen zwei Söhne und eine Tochter, von denen nur ein Sohn überlebte.
- Hans Robert Theodor (* 20. September 1803; † 8. Dezember 1877), Herr auf Groß-Dirleben ⚭ Karoline Kirsch

Aus der zweiten Ehe stammen vier Söhne und vier Töchter, darunter:
- Malvine (* 21. Juni 1810; † 4. Januar 1852)
- Alexander Bernhard Theodor (* 28. Dezember 1819; † 25. Februar 1884) ⚭ Ida Beatrice von Seebach (* 2. März 1821; † 29. Januar 1915); ihre Tochter Amélie (* 1851) nahm 1922 an Kindesstatt an: Rudolf von Schoen-Angerer
- Herrmann (* 24. August 1821; † 10. April 1900), preußischer Oberst ⚭ 1853 Charlotte von Knobelsdorff (* 4. Dezember 1831; † 15. Dezember 1901), aus dem Haus Popschütz
- Lydia Wilhelmine (* 27. Dezember 1812; † 22. März 1861) ⚭ Kurt von Bardeleben (1796–1854), preußischer Politiker
- Johanna Auguste (* 12. März 1815; † 26. April 1892) ⚭ Siegfried von Brünneck-Bellschwitz (1814–1871), preußischer Landrat
- Anna (* 11. Februar 1817; † 9. April 1902) ⚭ Freiherr Hugo von Esebeck (1818–1880), Sohn von Karl August Ludwig Hans von Esebeck

## Gedenken
Welche Wertschätzung Theodor von Schön über seinen Tod hinaus in Ostpreußen genoss, zeigt das 1907 in Memel enthüllte Nationaldenkmal, errichtet zum 100. Jahrestag des dort publizierten Oktoberediktes und der zeitweiligen Übersiedlung von König Friedrich Wilhelm III. und Königin Luise nach Memel während des Vierten Koalitionskrieges 1807. Eine der acht das Denkmal umgebenden Assistenzbüsten preußischer Berühmtheiten ist die Büste Theodor von Schöns.
Der Ort seiner letzten Ruhe war viele Jahrzehnte unbekannt. Seine Frau und Tochter wurden unter einem Granitblock, dessen Verbleib unbekannt ist, begraben. 1993 wurde bei Aufräumarbeiten an der Arnauer Katharinenkirche die Familiengruft derer von Schön gefunden. Nach Abschluss der Ausgrabungsarbeiten wurde Theodor von Schön wieder bestattet und ein Granitblock mit deutscher und russischer Inschrift als Grab- und Gedenkstätte errichtet.
Die nach ihm benannte Königsberger Schönstraße heißt seit 1946 Generala-Sommera-Straße, Kaliningrad.

## Schriften
- Woher und wohin?, G. L. Schuler, Straßburg 1842. (Hrsg./Nachwort von Georg Fein) Digitalisat
- Persönliche Schriften. Band 1: Die Autobiographischen Fragmente. Hrsg. Bernd Sösemann, Bearbeitung Albrecht Hoppe, Böhlau, Köln 2006, ISBN 978-3-412-23305-1.

## Genealogie
- Gothaisches Genealogisches Taschenbuch der Briefadeligen Häuser 1907. 1. Jahrgang, Justus Perthes, Gotha 24. November 1906, S. 689 f.
- Gothaisches Genealogisches Taschenbuch der Adeligen Häuser. Alter Adel und Briefadel. 1931. 23. Jahrgang. Zugleich Adelsmatrikel der im Ehrenschutzbunde des Deutschen Adels vereinigten Verbände. Justus Perthes, Gotha Ende September 1930, S. 597 f.